# Bojana Popović
Bojana Popović (született: Petrović, szerbül: Бојана Поповић, Niš, 1979. november 20. –) szerb születésű olimpiai ezüstérmes, világbajnoki bronzérmes montenegrói válogatott kézilabdázó, balátlövő, kézilabdaedző. Jelenleg a ŽRK Budućnost Podgorica csapatát dirigálja. Korábban Montenegró válogatottjának kapitánya is volt.
Általános vélekedés szerint az ezredforduló idején a világ legjobb játékosa volt, bár a Nemzetközi Kézilabda-szövetség díját sohasem vette át.
Összesen hat alkalommal nyerte meg klubcsapataival a Bajnokok Ligáját, a montenegrói válogatottal pedig ezüstérmes volt a 2012-es londoni olimpián. Visszavonulását követően edzőként dolgozik.

## Pályafutása

### Klubcsapatokban
Bojana Popović 1989-ben kezdte pályafutását szülővárosának csapatában, a ŽRK Nišben. 1996 és 1998 között játszott a felnőtt csapatban, majd a Budućnost Podgorica igazolta le. Négy bajnoki címet és három kupagyőzelmet ünnepelhetett a klub játékosaként.
2002-ben a dán Slagelséhez szerződött. Öt évig volt a klub játékosa, ez idő alatt háromszor nyert Bajnokok Ligáját és dán bajnoki címet, valamint egy-egy alkalommal EHF-kupát és Dán Kupát. 2007 nyarán a szintén dán Viborgban folytatta pályafutását, akikkel újabb három bajnoki címet szerzett és kétszer nyerte meg a Bajnokok Ligáját, majd 2010-ben visszatért hazájába, a Budućnost Podgoricához. A 2011-12-es szezont és hatodik Bajnokok Ligája-győzelmét követően bejelentette visszavonulását.

### A válogatottban
Pályafutása során több mint száz alkalommal lépett pályára a jugoszláv és a montenegrói válogatottban. Jugoszlávia csapatával bronzérmes volt a 2001-es világbajnokságon. A 2012-es londoni olimpián ezüstérmet nyert a montenegrói válogatottal és beválasztották a torna All Star-csapatába is. Ugyan már korábban visszavonult az aktív játéktól, és a válogatott mellett dolgozott az edzői stábban, Dragan Adžić nevezte őt a 2016-os riói olimpián szereplő csapatba, ahol három mérkőzésen négy gólt szerzett. A montenegrói válogatottban összesen 52 mérkőzésen 199 gólt szerzett.

## Magánélete
2004-ben ment feleségül Petar Popović kosárlabdázóhoz. 2013 decemberében született meg első közös gyermekük.

## Sikerei, díjai
Budućnost Podgorica
- Jugoszláv/ Szerb-montenegrói bajnok: 1999, 2000, 2001, 2002
- Jugoszláv/Szerb-montenegrói Kupa-győztes: 2000, 2001, 2002
- Montenegrói bajnok: 2011, 2012
- Montenegrói Kupa-győztes: 2011, 2012
- Bajnokok Ligája-győztes: 2012

Slagelse
- Dán bajnok: 2003, 2005, 2007
- Dán Kupa-győztes: 2003
- EHF-kupa-győztes: 2003
- Bajnokok Ligája-győztes: 2004, 2005, 2007

Viborg
- Dán bajnok: 2008, 2009, 2010
- Bajnokok Ligája-győztes: 2009, 2010
- Dán Kupa-győztes: 2007, 2008

Egyéni elismerései
- Az év játékosa Dániában: 2004, 2005, 2007,[5] 2008[16]
- A dán bajnokság legeredményesebb játékosa: 2003-2004, 2004-2005[17]
- A Bajnokok Ligája legeredményesebb játékosa: 2004, 2005, 2007[18]
- A Dán Kupa legjobb játékosa: 2008[19]
- Az év montenegrói sportolója a Montenegrói Olimpiai Bizottság szavazásán: 2012